# VK Jadran Split
El VK Jadran (Vaterpolski Klub Jadran) és un club de waterpolo de la ciutat de Split, a Croàcia.
El Jadran es va fundar el 1920 originalment anomenat Pomorski klub Baluni, que va canviar a Jadran Split gairebé l'any després de guanyar el primer campionat nacional el 1923.

## Palmarès
- Lliga de Campions
  - Campions (2): 1991-92, 1992-93
- Copa LEN
  - Finalistes (1): 1997-98
- Supercopa d'Europa
  - Finalistes (2): 1992, 1993
- Copa COMEN
  - Campions (2): 1991, 1995
- Lliga iugoslava
  - Campions (9): 1923, 1939, 1946, 1947, 1948, 1953, 1957, 1960, 1990-91